# جيم راي سميث
جيم راي سميث (بالإنجليزية: Jim Ray Smith)‏ هو لاعب كرة قدم أمريكية أمريكي، ولد في 27 فبراير 1932 في ويست كولومبيا في الولايات المتحدة.